# Otto Antoine

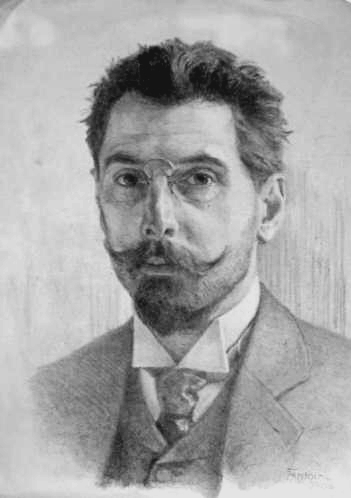
Selbstporträt (1906)

Otto Antoine (* 22. Oktober 1865 in Koblenz; † 14. Juli 1951 in Unteruhldingen) war ein deutscher Werbegrafiker und Vedutenmaler des Spätimpressionismus.
Otto Antoine galt fast ein halbes Jahrhundert als ein bedeutender Repräsentant des kulturellen Berlin. In kaum zu zählenden Schilderungen dokumentierte er das Berlin des 19. Jahrhunderts bis in die erste Hälfte des 20. Jahrhunderts – für Künstlerfreunde war er „Der Maler von Berlin“. Seinen Ruhm erlangte Otto Antoine als „Postmaler“. Die Postbehörde, in deren Dienst er seit 1883 stand, hatte das künstlerische Talent des jungen Beamten früh erkannt und in großzügiger Weise gefördert.

## Leben
Otto Antoine wurde am 22. Oktober 1865 in Koblenz als Sohn des Uhrmachers Georg A. Antoine und dessen Frau Marie Antoine Roesgen geboren. Schon in früher Jugend regte sich seine zeichnerische Begabung, doch wirtschaftliche Umstände und Herkunft erlaubten ihm nicht, die Malerei als Hauptberuf zu wählen. Nach dem Besuch der Oberrealschule schickte man ihn in die Lehre zu einem Malermeister. Mit 18 Jahren entschied er sich für die Beamtenlaufbahn und begann sie als Postgehilfe beim Postamt Lützel. Nach Feierabend zeichnete und malte er Motive seiner Heimatstadt Koblenz, allein auf das im Selbstunterricht erworbene Können und Wissen gestützt. Nach der Assistentenprüfung 1887 und dem einjährig-freiwilligen Militärdienst in einem Pionierbataillon wurde Antoine 1890 für kurze Zeit nach Hamburg versetzt.
Antoine kam 1891 nach Berlin und studierte an der Akademie der Künste bei Franz Skarbina. Er wurde Mitglied des Vereins Berliner Künstler und nahm regelmäßig an den Großen Berliner Kunstausstellungen teil. 1942 wurde er in Berlin ausgebombt und ging für kurze Zeit nach Schlesien.
Im Sommer 1944 übersiedelte er an den Bodensee, wo er sieben Jahre später verstarb.
Sein Grab befindet sich in Berlin auf dem Friedhof Wilmersdorf.

### Der Postmaler
Da Antoine eine schöne Handschrift hatte, übertrugen ihm seine Vorgesetzten als Sonderaufgaben immer wieder kalligraphische Arbeiten. Als das Reichspostamt und namentlich der Staatssekretär des Reichspostamts Heinrich von Stephan auf diese Arbeiten und auf Antoines erste Bilder mit Darstellungen aus dem postalischen Leben aufmerksam wurden, holte man ihn 1891 nach Berlin mit der Absicht, seine künstlerischen Fähigkeiten besser zu verwerten, als dies in der Provinz möglich war. Zuerst arbeitete er bei der Oberpostdirektion Berlin, dann vorübergehend im Technischen Baubüro des Reichspostamts. Hier aquarellierte er Fassaden und perspektivische Ansichten von Postbauten. Das brachte ihm die besondere Sympathie Stephans ein, der schon seit 1878 von den unter seiner Leitung errichteten größeren Post- und Telegrafengebäuden dokumentarische Aquarellzeichnungen anfertigen ließ.
Am 1. April 1902 ernannte Stephan Otto Antoine zum Bureauassistenten beim Reichspostmuseum. Er sollte beim Aufbau des Museums mithelfen. Zu seinen Arbeiten gehörte, die vom Museum aus alten Handschriften und Büchern ausgewählten Abbildungen mit Darstellungen von schreibenden Personen, Schreibstuben, Botenfiguren, Postillionen, Postwagen, Postschiffen und dergleichen für die Sammlungen künstlerisch aufzuarbeiten. Er kopierte, kolorierte wie vor ihm schon Karl Hoffacker (1856–1919) die von farbigen Darstellungen durch Lichtdruck in der Reichsdruckerei oder fotografisch angefertigten Nachbildungen, zeichnete in Blättern farbige Initialen neu oder undeutlich gewordene Beschriftungen in altdeutschen Lettern nach. Ein eindrucksvolles Beispiel für diese Arbeiten ist die von ihm frei nach einem Gemälde von Moritz von Schwind (1804–1871) für die Sammlung von Wagendarstellungen des Museums geschaffene Kopie in Öl auf Leinwand. „Ein Hochzeitspaar im Wagen“.
Neben seinen künstlerischen Arbeiten für die Postbehörde betreute Otto Antoine mehr als 20 Jahre lang gemeinsam mit Ministerialamtmann Müller die Postwertzeichensammlung des Reichspostmuseums, die von 1885 bis 1899 und dann nochmals ab 1918 bis 1928 unter der Ägide des „Altmeisters der Philatelie“ Carl Lindenberg (1850–1928) stand. 1903 wurde Otto Antoine zum Oberpostsekretär befördert, 1915 erhielt er den Titel Rechnungsrat, 1920 wurde er zum  Ministerialamtmann (Amtsrat) befördert. Im Zuge eines Stellenabbaus wurde er zum 1. April 1924 zunächst in den Wartestand und 1930 in den Ruhestand versetzt.
Stephan förderte Antoine durch Ankauf postalischer Bilder für die Sammlungen des Postmuseums. Reinhold Kraetke ermöglichte ihm 1905 eine Studienreise nach den Kanarischen Inseln.
Antoine genoss in Berlin einige Privilegien, durfte sein Dienstzimmer sogar als Maleratelier verwenden. Der Blick von diesem ging auf die Dreifaltigkeitskirche (auch Schleiermacherkirche) in der Mauerstraße, die er zu allen Jahres- und Tageszeiten malte.
Zur Illustration einzelner Sachthemen gab das Reichspostmuseum zahlreiche Darstellungen bei Antoine in Auftrag, die im Museum öffentlich gezeigt wurden.
Dazu gehörten auch die Gemälde „Ein Hochzeitspaar im Wagen“ 1897, und die „Augsburger Boten Peter Derffus und Gottfried Thanner“, 1898. Im September 1905 erwarb das Reichspostmuseum das während des erwähnten Studienaufenthalts entstandene Gemälde „Personenpost auf den Kanarischen Inseln“. Das Bild stellt einen zur Abfahrt bereiten Personenpostwagen auf Gran Canaria dar. Wie die Inschrift am Wagen besagt, geht die Post von Las Palmas nach Santa Brigida. Der Ort liegt in den Bergen. Deshalb ist eine besondere Bespannung mit vier Maultieren notwendig; drei Maultiere in einer Reihe, das vierte als Vorspann. Die unter den Fahrgästen befindliche Frau trägt nach spanischer Sitte ein weißes Tuch auf dem Kopf. Über dem Posthaus und der stimmungsvoll wiedergegebenen Straße wölbt sich ein tiefblauer Himmel.

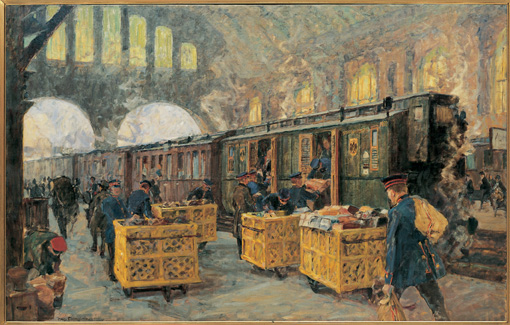
Paketpost am Anhalter Bahnhof, 1912

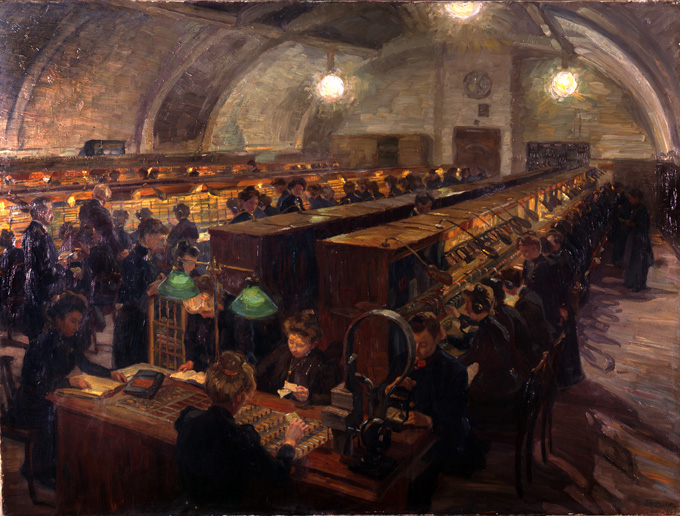
Hauptfernsprechamt Berlin in der Französischen Straße, 1909

Immer wieder stellte Antoine in seinen Bildern eindrucksvoll den Post- und Telegrafenbetrieb in den Brennpunkten des hauptstädtischen Verkehrs dar. Bekannt ist sein Gemälde, das auf einem Bahnsteig des Anhalter Bahnhofs mehrere Postbeamte beim Verladen von Paketen aus gelben Wagen in einen grünen Bahnpostwagen zeigt. Sein Gemälde „Paketpost am Schlesischen Bahnhof“ fand auf der Großen Berliner Kunstausstellung 1912 viel Beifall. Mit dem 1909 entstandenen Bild vom Fernsprechamt in der Französischen Straße war Antoine 1911 auf der Großen Berliner Kunstausstellung vertreten. Es zeigt eine große gewölbeartige, mit Gaslampen beleuchtete Halle, in der in mehreren langen Reihen von Schränken Frauen Telefonverbindungen herstellen. Zweimal, um 1900 und 1908, malte Antoine den Betrieb im großen Saal des Haupttelegraphenamtes Berlin in der Jägerstraße. Die von ihm dargestellten Personen tragen hier die Züge der wirklich tätig gewesenen Beamten. Die Bilder sind insofern von aktuellem Interesse, als das denkmalgeschützte und von der Telekom restaurierte Gebäude des ehemaligen Kaiserlichen Telegrafenamtes mit dem von Antoine gemalten Saal heute einen Teil der Hauptstadtrepräsentanz der Telekom in Berlin bildet.
Otto Antoine war ebenso ein talentierter Grafiker und Zeichner. Er schuf Neujahrskarten, Einladungskarten, Werbungen für den Rundfunk und anderes mehr. Die Zeichnungen, mit denen er seine berühmten Gemälde vorbereitete, lassen erkennen, wie genau er die Stadt, ihren Verkehr und ihre Veränderungen beobachtete. 1909 illustrierte Antoine die von Albert Falkenberg (Postbeamter) herausgegebene „Kleinstadtkomödie“, und 1919 erschienen von ihm 32 Federzeichnungen in dem Buch „Die Schönheit der deutschen Landschaft“ von Adolf Gruettner. Für das von Adolf Miethe 1912 bei Westermann in Braunschweig herausgegebene Werk „Die Technik im 20. Jahrhundert“ steuerte Antoine mehrere farbige Darstellungen aus technischen Großbetrieben bei.

### Der Maler Berlins
Unmittelbar nach seinem Umzug 1891 von Koblenz nach Berlin nahm Antoine Kontakt zu den Berliner Künstlern auf. Er studierte nebenberuflich an der Hochschule für Bildende Künste und belegte Kurse im Landschafts- und Aktmalen. Dabei fand er in Professor Franz Skarbina (1849–1910) einen Künstler, der sein Talent erkannte und förderte, und der ihn lehrte, was er, der Autodidakt, noch zu lernen hatte.

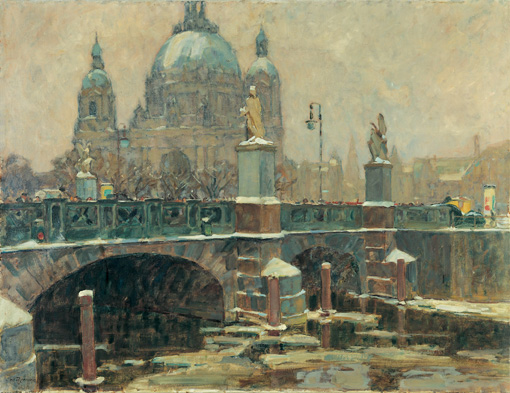
Schlossbrücke und Dom in Berlin, 1912

In seinen ersten Schaffensjahren malte Antoine hauptsächlich Landschaften und viel in Aquarell. Nach seiner Lehrzeit bei Skarbina bevorzugte er Ölfarbe als bei größeren Bildern ausdrucksfähigeres Material und wandte sich zunehmend Motiven der Stadt zu. Groß ist die Anzahl der Ölbilder, Pastelle, Aquarelle und Radierungen mit berlinischen Motiven. Pferdekutschen auf regennasser Straße, geschäftiges Treiben in der Leipziger Straße oder Passanten am Brandenburger Tor sind Eindrücke, die der Künstler in ihrer Zufälligkeit und Augenblicklichkeit festhielt. Dom, Schloss und Schloßbrücke (Kaiser-Friedrich-Brücke), Unter den Linden, Brandenburger Tor, Leipziger Platz mit Wertheim, Potsdamer Platz, Alexanderplatz mit Berolina und Polizeipräsidium, Reichstag, Tiergarten, Kurfürstendamm, Kaiser-Wilhelm-Gedächtniskirche und Tauentzienstraße, Rathaus und Altes Museum gehören wie selbstverständlich in die lange, hier längst nicht vollständige Liste der Berliner Bilder. Es ist das repräsentative Berlin, das Berlin der monumentalen Bauten. Alle Bilder sind stimmungsvoll in virtuos impressionistischer Technik gemalt. Das Zeitkolorit und seine Wandlungen sind an den Verkehrsmitteln, den Droschken, Elektrischen und Bussen mit ihrem noch offenen Obergeschoss und an der Kleidung der Fußgänger ablesbar. Mehrmals hielt Otto Antoine in seinen Gemälden auch militärische Szenerien, wie beispielsweise die Wachablösung Unter den Linden oder die Geburtstagsparade für den Kaiser, fest. Sonnabends und sonntags zog er gern in die Natur, begleitet von seiner Frau und seinen Kindern, um vor den Toren der Stadt unter freiem Himmel zu malen.
Seit einem Aufenthalt in Neuwarp an der Ostsee 1916 war Otto Antoine mit dem Maler Hans Hartig freundschaftlich verbunden. Während Hartig, der bislang Landschaften und die Ostsee als Motiv bevorzugte, unter dem Einfluss seines Freundes Antoine die Großstadt für seine Malerei entdeckte, gelang es umgekehrt Hartig, Antoine für Motive der Ostsee zu interessieren. Mit dem Bildnis des im Hafen von Neuwarp malenden Hans Hartig setzte Antoine seinem Freund ein bleibendes Denkmal. Zu den Künstlern, mit denen Otto Antoine befreundet war, gehörten auch andere „Postmaler“, wie die im Berliner Kunstleben hervorgetreten Richard Albitz (1876–1954) und Gustav Fenkohl (1872–1950).
Otto Antoine blieb zeitlebens dem Impressionismus verhaftet. Nach seiner Lehrzeit bei Skarbina veränderte er seine Malweise stilistisch kaum. Auch nicht, als um 1905 in Berlin eine Kunstrevolution einsetzte, die vom Impressionismus zum Expressionismus führte. Unter dem Druck staatlicher Kunstlenkung seit 1933 neigte er wie auch andere Maler zu realistischeren Darstellungen.
1893 wurde zum ersten Mal eine Arbeit von Antoine auf der Großen Berliner Kunstausstellung (Grobeka) im Landesausstellungsgebäude am Lehrter Bahnhof ausgestellte, 1894 folgte ein Ölgemälde („Es dunkelt…“). Ab 1897 war er fast regelmäßig auf dieser alljährlichen Ausstellung vertreten, die in der Zeit Kaiser Wilhelms II. (1859–1941, Kaiser von 1888 bis 1918) nur die Werke der offiziellen Malkunst präsentierte. Zuerst waren es Darstellungen aus seiner rheinländischen Heimat (z. B. 1900 „Abend an der Mosel“, 1901 „Lahneck“ und 1901 „An der Loreley“), dann, etwa ab 1911, hauptsächlich Berliner Motive. Ebenso hatten Antoines Bilder stets auch einen Platz im Künstlerhaus, der Ständigen Ausstellung von Werken lebender Künstler des Vereins Berliner Künstler. 1938 und 1941 bis 1943 war Antoine mit Darstellungen monumentaler Bauten, Plätze und Alleen der Reichshauptstadt, wie er sie z. B. in seinen Gemälden „Brandenburger Tor“, „Siegessäule“ oder „Vor dem Zeughaus in Berlin“ mit Zeughaus, Dom, Wache und Partien von Universität und Oper geschaffen hatte, auf der Großen Deutschen Kunstausstellung im Haus der Deutschen Kunst in München vertreten.
Otto Antoine war Mitglied des 1841 gegründeten Vereins Berliner Künstler. Später vertrat er im Vorstand des Vereins seine Künstlerkollegen und wirkte wiederholt beim Aufbau der Großen Berliner Kunstausstellung mit. Dann war er Ehrenmitglied und Ehrenpräsident des Vereins. Als nach dem Ersten Weltkrieg in der offiziell geförderten Kunst Berlins ein demokratischer Pluralismus einzog und die Künstlervereinigungen Verein Berliner Künstler, Berliner Secession, Freie Secession und Novembergruppe erstmals unter einem Dach einen Gesamtüberblick über das Kunstschaffen Berlins gaben, vertraten in der dazu gebildeten gemeinsamen Jury Otto Antoine und Hans Hartig die Interessen des Vereins Berliner Künstler. Als im Herbst 1933 durch Gesetz die Reichskulturkammer geschaffen wurde, wurde Antoine Mitglied, um seinen Beruf weiter ausüben zu können.
So wie Otto Antoines Ruhm wuchs, nahmen Anerkennung und Aufträge zu. Museen, öffentliche und staatliche Einrichtungen, private Liebhaber und Sammler kauften seine Arbeiten. Popularität erlangte er zusätzlich durch Wiedergabe seiner Bilder in Kalendern und durch hohe Postkartenauflagen vieler seiner Bilder, postalische Motive eingeschlossen. Antoine war von 1938 bis 1944, außer 1939, auf allen Großen Deutschen Kunstausstellungen in München vertreten.
Mehrere Arbeiten von Otto Antoine gingen in den Wirren des Zweiten Weltkriegs verloren. Dazu gehören beispielsweise 24 Ölbilder mit Darstellungen von Straßen, Brücken und Plätzen Berlins, die die Stadt Berlin als wichtige Zeitdokumente in Kriegsverwahrung nahm und in den Warthegau verbrachte. Ebenfalls als verschollen gilt das Bild „Leipziger Straße“ aus dem Bestand der Berliner Nationalgalerie, das sich im Oberschlesischen Museum Gleiwitz befand. Glücklicherweise blieb ein großer Teil seines Schaffens erhalten. Einen kompletten Überblick zu den Standorten der Arbeiten Antoines gibt es gegenwärtig aber nicht. Die folgenden Informationen können dafür allenfalls Anhaltspunkte sein. Eine größere Anzahl von Werken befindet sich im Besitz der Familie und anderer privater Sammler. Die von Antoine für das Reichspostmuseum gemalten Bilder und einige nach dem Zweiten Weltkrieg von den deutschen Postmuseen erworbene Arbeiten werden heute in der Museumsstiftung Post und Telekommunikation bewahrt. Dazu gehören vor allem 22 Ölbilder und 16 Aquarelle sowie Zeichnungen und kolorierte Faksimile. Die Stiftung Stadtmuseum Berlin bewahrt aus ehemals städtischem Besitz vier Gemälde („Sicherheitspolizei in Berlin, 1920“, „Kaiser-Friedrich-Brücke, 1921“, „Leipziger Platz, 1925“, „Am Potsdamer Platz, 1930“) und zwei Grafiken von Antoine. Das Deutsche Technikmuseum Berlin besitzt das Gemälde „Überführung der Hochbahn zu Berlin über die elektrische Vorortbahn und Fernbahn“ (vermutlich 1905) mit den gelben Straßenpostwagen am Gleisdreieck. Antoines Ölgemälde aus der Zeit um 1920 vom Berliner Straßenverkehr am 1882 erbauten Alexanderplatz befindet sich im Bezirksamt Reinickendorf in Berlin. Die Rhein-Chemie Holding in Heidelberg besitzt eine Sammlung von Aquarellen mit Berliner Ansichten (29 waren in der erwähnten Ausstellung Alt-Berlin im Bild aus Anlass des 100. Geburtstages des Künstlers zu sehen).

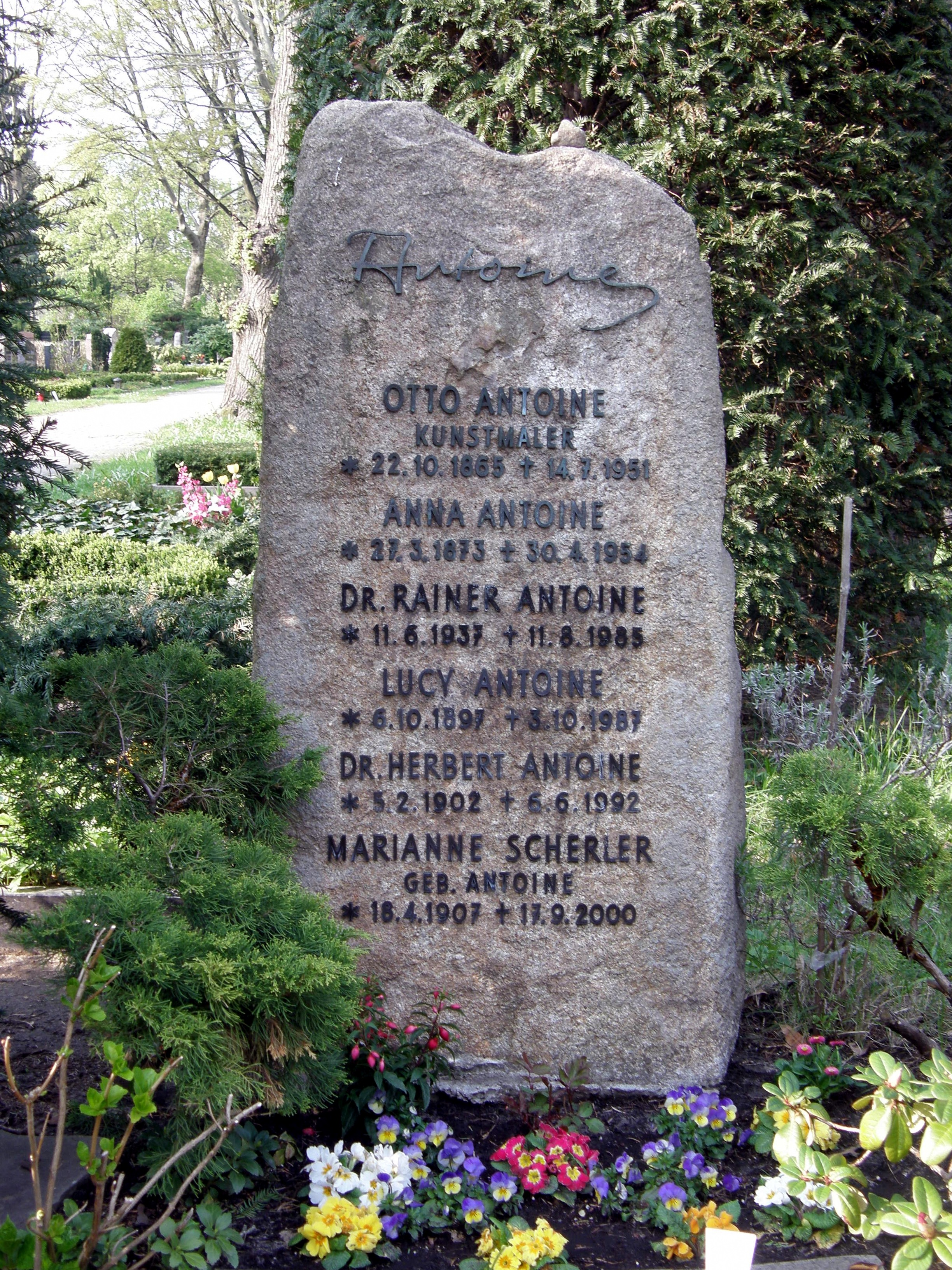
Grab von Otto Antoine auf dem Friedhof Wilmersdorf in Berlin

Über siebzigjährig reiste Otto Antoine zum ersten Mal nach Amerika, um seine dort lebende Tochter zu besuchen. Von der Reise brachte er Skizzen und Bilder, wie beispielsweise „Chicago, Michigan Avenue, Zentrum“, mit.
1942 verlor Antoine durch Bomben Wohnung und Atelier in der Weimarischen Straße 2 in Berlin-Wilmersdorf, wo er seit über vier Jahrzehnten mit seiner Familie gelebt hatte. Für kurze Zeit gingen er und seine Frau nach Schlesien, bevor sie im Sommer 1944 in Unteruhldingen am Bodensee neu Fuß fassten. In dieser Zeit waren die für die Arbeit des Malers notwendigen Materialien knapp und bezugsscheinpflichtig. Da der für Antoine zuständige Landesleiter der Reichskammer der bildenden Künste beim Landeskulturwalter Gau Baden in Karlsruhe im Sommer 1944 nicht mehr arbeitsfähig war, wandte er sich am 31. Dezember 1944 an den Landeskulturwalter Gau Berlin und hatte Glück. Am 10. Januar 1945 erhielt er noch einen letzten Reichsbezugsausweis für einige Utensilien.
In Unteruhldingen war Otto Antoine bis zu seinem Tod aktiv. In einigen Bildern hielt er seine neue Heimat am Bodensee fest. Sein Berlin aber fehlte ihm. Bis zuletzt arbeitete er an einem Zyklus von Aquarellen für eine Kunstmappe über das Berlin von einst, die nicht mehr publiziert wurde.
Otto Antoine starb im Juli 1951 im Alter von 85 Jahren in Unteruhldingen. Sein Grab befindet sich auf dem landeseigenen Friedhof Wilmersdorf in Berlin.

## Werke (Auswahl)
Einige seiner Werke sind im Besitz der Stiftung Berliner Stadtmuseum, des Deutschen Historischen Museums, des Deutschen Technikmuseums und des Museums der Stadt Gliwice. Die Museumsstiftung Post und Telekommunikation verfügt über eine umfangreiche Sammlung aus dem Schaffen Antoines als
- „Am Postschalter“, um 1750
- „An einem Berliner Postschalter“, 1896
- „Die Feldpost auf dem Marsche. Feldpostkraftwagen auf der Brücke“ ab 1914
- „Die Feldpost im Weltkriege“ (1918)
- „Geburtshaus Heinrich von Stephans in Stolp, Pommern“
- „Reichsdruckerei“
- „Reichspostmuseum“
- „Mit dem Postkraftwagen durch den Taunus“, 1930
- „Postabfertigung Flughafen Tempelhof“ 1930
- „Reichspostdirektion Berlin, Lietzensee mit Funkturm“ (1932)
- „Das Reichspostzentralamt, um 1935“ in Tempelhof
- „Postdampfer Bremen“ (1936),
- „Verstimmt“, Aquarell, 1893
- „Es dunkelt...“, 1894
- „Ladungsaustausch mit der Bahnpost, um 1900“, 1912
- „Reichsdruckerei“
- „Sicherheitspolizei in Berlin“, 1920
- „Überführung der Hochbahn zu Berlin über die elektrische Vorortbahn und Fernbahn“, um 1920
- „Kaiser-Friedrich-Brücke“, 1921
- „Leipziger Platz“, 1925
- „Am Potsdamer Platz“, 1930
- „Selbstbildnis“, 1931
- „Am Ehrenmal“ (Öl; ausgestellt 1940 auf der Großen Deutschen Kunstausstellung; von Hitler erworben)[2]

- „Vor dem Zeughause zu Berlin“ (Öl; ausgestellt 1941 auf der Großen Deutschen Kunstausstellung; von Joseph Goebbels erworben)[3]
- „Zur Siegessäule“ (Öl; ausgestellt 1941 auf der Großen Deutschen Kunstausstellung; von Joseph Goebbels erworben)[4]
- „Unter den Linden“ (Öl; ausgestellt 1943 auf der Großen Deutschen Kunstausstellung; von Joseph Goebbels erworben)[5]

## Ausstellungen
- Otto Antoine – Berlin wie es war – Ölbilder und Aquarelle, Berlin-Zehlendorf, 1950[6]
- Von Menzel bis Corinth (in der Ausstellung vertreten), Kunstamt Reinickendorf, 1962
- Alt-Berlin im Bild – Gemälde, Ölstudien und Aquarelle, Rathaus Wedding, Berlin, 1965
- Das Alte Berlin (in der Ausstellung vertreten), Berlin-Museum, 1969
- Werke aus dem Familienbesitz des Künstlers, SFB-Fernsehzentrum, 1987
- Antoine als Zeichner, Galerie am Gendarmenmarkt im Hilton, 1993
- Land, Stadt, Land – Blicke auf Berlin und Brandenburg – Bilder aus der Sammlung des Rundfunk Berlin-Brandenburg, Kunstgalerie Altes Rathaus, Fürstenwalde mit Manfred Besser, Lutz Brandt, Manfred Butzmann, Christo, Klaus Fußmann, Rolf Händler, Thomas Hartmann, Ingo Kühl, Harald Metzkes, Arno Mohr, Kurt Mühlenhaupt, Karl Oppermann, Barbara Raetsch, Frank Rödel, Karin Sakrowski, Hans-Otto Schmidt, Herbert Tucholski, Ulla Walter und anderen, 2016[7]